# Andrea Palmieri
Andrea Palmieri (* 15. Februar 1970 in Bari) ist ein italienischer römisch-katholischer Geistlicher.

## Leben
Andrea Palmieri empfing am 6. Januar 1995 das Sakrament der Priesterweihe.
Papst Benedikt XVI. ernannte ihn am 4. September 2012 zum Untersekretär des Päpstlichen Rates zur Förderung der Einheit der Christen.